# Art Stolkey
Arthur Francis Stolkey, detto Art (23 ottobre 1920 – Scottsdale, 31 dicembre 2013), è stato un cestista statunitense, professionista nella BAA.